# Eric Shipton

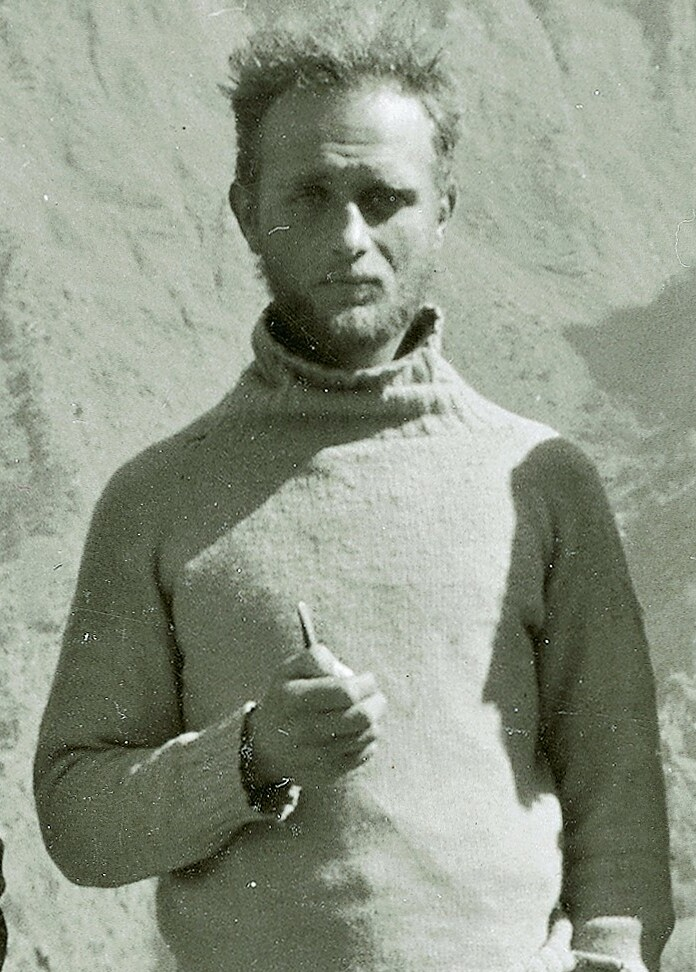
Eric Shipton

Eric Shipton (Sri Lanka, 1 augustus 1907 - 28 maart 1977) was een Engels bergbeklimmer, expeditieleider en auteur.
Eric Shipton was een van de pioniers in het hooggebergte, onder andere de Himalaya. Hij trok onbekende gebieden binnen om daar nieuwe toppen te ontdekken. Hij is een van de pioniers op de Mount Everest die de basis legde voor de huidige normaalroute.